# El grito (película de 1957)
El grito (Il grido) es una película dramática italiana en blanco y negro de 1957 dirigida por Michelangelo Antonioni y protagonizada por Steve Cochran, Alida Valli, Betsy Blair y Dorian Gray. Basada en una historia de Antonioni, la película trata sobre un hombre que deambula sin rumbo, lejos de su pueblo y de la mujer que ama. El grito ganó el Premio Leopardo de Oro del Festival Internacional de Cine de Locarno en 1957, y el Premio Cinta de Plata del Sindicato Nacional Italiano de Periodistas Cinematográficos a la Mejor Fotografía (Gianni di Venanzo) en 1958.

## Argumento
Aldo (Steve Cochran) trabaja desde hace siete años en el ingenio azucarero de Goriano. Su amante de mucho tiempo, Irma (Alida Valli), se entera de que su esposo, quien se fue a Australia hace años en busca de trabajo, murió recientemente allí. Irma va al ingenio azucarero y le deja el almuerzo a Aldo, pero no se queda a hablar con él. Preocupado por su comportamiento, Aldo regresa a la casa donde hablan de la muerte de su marido. Aldo sugiere que después de siete años finalmente puedan casarse y legitimar a su hija, Rosina (Mirna Girardi). Al día siguiente, Irma le revela que ama a otra persona. Aldo apenas puede creer sus palabras, diciendo: "Todos estos años, nada fue cierto". En los próximos días él intenta desesperadamente hacerla cambiar de opinión, pero es inútil, y la relación termina con él abofeteándola en público.
Angustiado y desilusionado, Aldo deja con su hija Rosina Goriano y comienzan a vagar por el valle del Po. Se detienen en la casa de su exnovia, Elvia (Betsy Blair), una costurera desamparada que aún lo ama. Él la halaga y ayuda a reparar un bote de carreras propiedad del novio de la hermana menor de Elvia, Edera (Gabriella Pallotta). Más tarde pasa tiempo con Elvia al brazo y su hija viendo la carrera en el río, pero Aldo no puede ocultar su depresión por mucho tiempo. Irma se presenta en casa de Elvia para entregar la maleta de Aldo. Elvia siente poca simpatía por ella y cree que se arrepentirá de haber tirado por la borda su relación con él. Esa noche Elvia y Aldo van a un baile y se divierten, pero Elvia quiere irse temprano para hablar con él. Molesta porque Aldo regresó con ella solo después de que Irma terminara la relación, le dice que recibió su maleta de Irma, pero sin mencionar la visita de ésta. Después de que Aldo explota de ira por las acciones de Irma, ambos se dan cuenta de que su visita fue un error. Más tarde esa noche, Edera regresa del baile un poco borracha y coqueta, y se besan, pero Aldo solo puede pensar en Irma. Aldo y su hija se van temprano a la mañana siguiente. Elvia le dice a su hermana menor que está triste de verlo partir.
Aldo no logra encontrar trabajo a lo largo del valle del Po. Cuando Rosina casi es atropellada por un automóvil, Aldo le da una bofetada frente a un patio de la escuela de niños, humillándola. Ella sale corriendo y camina entre un grupo de hombres del manicomio. Su padre la recupera y  un camión de gasolina los lleva, pero se ven obligados a desembarcar ante un puesto de control policial cerca de una estación de servicio. El camionero le dice a Aldo que lo recogerá al día siguiente cuando la policía no esté cerca. Aldo conoce a Virginia (Dorian Gray), la atractiva viuda que dirige la gasolinera, y le pregunta si él y su hija pueden quedarse hasta que él pueda conseguir un aventón. Virginia le ofrece la choza al lado de la estación y él acepta. A la mañana siguiente, Virginia le ofrece trabajo a Aldo. El camión del día anterior se acerca y el conductor le pregunta a Aldo si todavía quiere que lo lleve, pero él se niega y decide quedarse. Esa noche su atracción mutua es innegable y consuman sus deseos.
A la mañana siguiente, mientras Aldo y Virginia continúan haciendo el amor, Rosina se va con el padre de Virginia, quien acosa al nuevo dueño de su finca que Virginia vendió recientemente. El nuevo dueño se queja a Virginia por la actitud de su padre. Frustrada por el comportamiento errático de su padre, Virginia decide internarlo en una casa de retiro. Más tarde ese día, Aldo y Virginia hacen el amor en un campo abierto, parcialmente oculto por grandes carretes de cable de madera, mientras Rosina juega cerca. Cuando Rosina los descubre en su pasión y sale corriendo molesta. De vuelta en la casa, Virginia sugiere que ya no pueden cuidar a Rosina, y pronto Aldo la sube a un autobús de regreso con su madre. 
Algún tiempo después, Aldo deja a Virginia y encuentra trabajo como mecánico en un equipo de dragado. Al escuchar las historias de viaje de su jefe, Aldo comienza a planear un viaje a Venezuela, pero finalmente pierde el interés. Mientras camina a lo largo del río, Aldo ve a Andreina (Lynn Shaw), una prostituta local que vive en una choza junto al río. Salen a pasear por una amplia extensión de ribera tan desolada como su futuro. Aldo le cuenta sobre un momento en que un grupo de sus amigos querían ir a un baile, y una mujer llamada Irma le pidió que fuera a un museo. Andreina se molesta por la historia sin sentido, a pesar de su importancia para Aldo años después. Recuerda su antiguo trabajo en la refinería y cómo, desde la torre, podía ver su casa, el río y a su hija que regresaba de la escuela. Andreina recuerda haber estado embarazada una vez y cómo casi consiguió un hombre, pero el embarazo "salió mal".
En los próximos días la lluvia cae fuerte sobre el valle del Po y el río crece. El techo de la choza de Andreina gotea y ninguno de los dos tiene comida. Andreina va a un restaurante cercano donde tiene la intención de acostarse con el dueño para comer. Aldo la sigue e intenta que regrese, pero ella se niega. Aldo se va abatido. Al día siguiente, Aldo decide regresar a Goriano y va en la parte trasera de un camión que se detiene en la estación de servicio de Virginia. Virginia le da la maleta que dejó y le cuenta sobre una postal que llegó con noticias de Irma, que dice haber perdido.
Al llegar a Goriano, Aldo encuentra el pueblo en ebullición por la construcción de un aeródromo militar a la que los habitantes se oponen. Los trabajadores dejan sus trabajos para unirse a la protesta. Aldo ve a Rosina entrando a la casa de Irma y por la ventana ve que está contenta con un nuevo bebé y viviendo una vida mejor. Cuando se da vuelta para irse, Irma lo ve afuera y lo sigue hasta la refinería que los trabajadores acaban de dejar. Desesperado, Aldo sube a lo alto de la torre de la refinería donde una vez trabajó. Desde el suelo Irma lo llama, él se vuelve y la ve abajo. Pareciendo débil y desorientado, Aldo cae y muere.

## Elenco
- Steve Cochran como Aldo
- Alida Valli como Irma
- Betsy Blair como Elvia
- Gabriella Pallotta como Edera, su hermana.
- Dorian Gray como Virginia [N 1]
- Lynn Shaw como Andreína
- Mirna Girardi como Rosina
- Pina Boldrini como Lina
- Guerrino Campanilli como el padre de Virginia
- Pietro Corvelatti como Pescador
- Lilia Landi
- Gaetano Matteucci como el prometido de Edera
- Elli Parvo como Donna Matilda[3]

## Producción

### Final
Los críticos no están de acuerdo sobre si la muerte de Aldo al final es intencional o no. Seymour Chatman argumenta que Aldo se siente abrumado por el vértigo mientras está parado en lo alto de la torre, lo que lo hace caer y morir. Chatman encuentra apoyo en el guion original, que menciona que Aldo intenta resistir un ataque repentino de vértigo mientras mira hacia el suelo.

### Locaciones de filmación
La película fue filmada en Italia:
- Francolino, Ferrara, Emilia-Romaña
- Valle del Po
- Pontelagoscuro, Emilia-Romaña
- Rávena, Emilia-Romaña
- Saline, Strada Statale 254, Cervia, Ravenna, Emilia-Romagna (surtidor de gasolina donde Aldo se encuentra con Virginia)
- Stienta, Rovigo, Véneto[5]

## Recepción

### Crítica
En su reseña en The New York Times, AH Weiler destacó el "enfoque elíptico, desconcertante pero a menudo fascinante" del cineasta y vio a El grito como un predecesor de La aventura y La noche. Weiler escribió:

This tragic search of a man for a lost love is as realistically bereft of hope as its predecessors. But gray and cheerless as the lower Po Valley in which it was filmed, Il grido is nevertheless a fairly lucid story that puts no undue strain on a viewer's imagination or intellect. This is not mere happenstance, since Il grido was filmed in 1957, long before the director had developed the somewhat vague, labyrinthine techniques notable in L'Avventura. Unlike the later films, Mr. Antonioni is focusing on the lower classes in Il grido, but he is again seeing life through a glass darkly, and his outlook is dismal and depressed. One is made to feel that Mr. Antonioni is not interested in explanations so much as in character and situations. In Il grido there is no dearth of either. With the aid of Gianni de Venanzo, his cinematographer, Mr. Antonioni has captured fog-filled landscapes that underline the somber mood of his tale.
Esta trágica búsqueda de un hombre por un amor perdido está tan realistamente desprovista de esperanza como sus predecesoras. Pero gris y triste como el bajo valle del Po en el que se filmó, "El grito" es, sin embargo, una historia bastante lúcida que no ejerce una presión indebida sobre la imaginación o el intelecto del espectador. No se trata de una mera casualidad, ya que "El grito" se rodó en 1957, mucho antes de que el director hubiera desarrollado las técnicas un tanto vagas y laberínticas destacadas en 'La aventura". A diferencia de las películas posteriores, el Antonioni se centra en las clases bajas en "El grito", pero nuevamente ve la vida a través de un espejo oscuro y su perspectiva es sombría y deprimida. Se siente que Antonioni no está interesado en explicaciones tanto como en personajes y situaciones. En El grito no hay escasez de ninguno de los dos. Con la ayuda de Gianni de Venanzo, su director de fotografía, Antonioni ha capturado paisajes llenos de niebla que subrayan el tono sombrío de su historia

En su reseña en The Village Voice, Leslie Camhi escribió que la película "proporciona un eslabón perdido entre el neorrealismo italiano y el trabajo posterior del director". Camhi elogió la habilidad de Antonioni para usar el paisaje para reflejar las emociones internas del mecánico de la fábrica y su hijo, quienes "vagan sin rumbo fijo a través de un paisaje semiindustrial casi vacío. Las deslumbrantes y sobrias composiciones de la cámara y el tono de pérdida y desafección anticipan las posteriores y brillantes exploraciones de Antonioni sobre la anomia burguesa".

Il film, in gran parte incompreso dalla critica e dal pubblico, costituisce il passaggio, nell'arte di Antonioni, da un periodo sperimentale ancora legato alle forme neorealiste a un periodo di piena maturità, in cui storia e personaggi assumono nuovi caratteri, più aderenti allo spirito irrequieto dell'uomo contemporaneo, permeati di una nuova drammaticità. Al centro del film, primo esempio nell'opera Antoniniana, campeggia la figura di Aldo, un uomo nel vigore degli anni, abbandonato dall'amante e costretto a girovagare di luogo in luogo con la piccola Rosina, la figlia avuta dalla donna. Il pessimismo che permea ogni scena del film e che è una costante dell'arte di Antonioni, fa corpo con l'immagine, scaturisce dall'immagine stessa, mai prima d'ora così ricca di suggestioni...
La película, en gran parte incomprendida por la crítica y el público, constituye el paso, en el arte de Antonioni, de un período experimental aún ligado a las formas neorrealistas a un período de plena madurez, en el que la historia y los personajes adquieren características nuevas y más afines a las espíritu inquieto del hombre contemporáneo, impregnado de un nuevo dramatismo. En el centro de la película, [...] se encuentra la figura de Aldo, un hombre en el vigor de los años, abandonado por su amante y obligado a vagar de un lugar a otro con la pequeña Rosina, la hija de la mujer. El pesimismo que impregna cada escena de la película y que es una constante en el arte de Antonioni, forma parte de la imagen, brota de la imagen misma, nunca antes tan llena de sugerencias...
Gianni Rondolino, Catalogo Bolaffi del cinema italiano 1955/1965

En su reseña para el AV Club, Keith Phipps vio la película como una importante obra de transición entre las raíces del neorrealismo de Antonioni y sus obras maestras posteriores.

Released in 1957, the formative Il grido finds Antonioni, like Fellini at the time, still shaking off the influence of neo-realism by making a film that looks toward both his influences and his future. ... If Antonioni's assuredness isn't yet in place, Il grido remains a key transitional work, with remarkable photography, fluid camerawork, and a typically unforgettable finale ranking among its most notable virtues. Important in establishing Antonioni's Italian reputation, Il grido arrived shortly before the director found international acclaim with L'Avventura.
Estrenada en 1957, la formativa El grito encuentra a Antonioni, como Fellini en ese momento, todavía sacudiéndose la influencia del neorrealismo al hacer una película que mira tanto hacia sus influencias como hacia su futuro [...]Si bien la dirección que tomaría Antonioni todavía era incierta, El grito sigue siendo una obra de transición clave, con una fotografía notable, un trabajo de cámara fluido y un final típicamente inolvidable entre sus virtudes más notables. Importante para establecer la reputación italiana de Antonioni, El grito llegó poco antes de que el director alcanzara el reconocimiento internacional con La aventura

“Michelangelo Antonioni eligió imágenes grises ingeniosamente desoladas para representar el estado de ánimo de su héroe descontento y así encontró su propio estilo estético. El director considera que El grito es una de sus mejores y más personales películas. Pura melancolía, magníficamente fotografiada.”
Con este retrato pesimista de un desconforme, Antonioni logró por primera vez una expresión coherente de su estilo. Sin muchas palabras, pero rica en detalles simbólicos, emerge la imagen de una situación límite, en la que luego se encontrarán, en particular, las figuras femeninas de Antonioni."
En Rotten Tomatoes, la película tiene un índice de aprobación del 80% según las reseñas de 10 críticos.

### Premios y nominaciones
- 1957 Festival Internacional de Cine de Locarno : Leopardo de oro (Michelangelo Antonioni)[12]
- 1958 Sindicato Nacional Italiano de Periodistas Cinematográficos Premio Cinta de Plata a la Mejor Fotografía (Gianni di Venanzo)[2]